# Ширман, Яков Давидович
Яков Давидович Ширман (17 ноября 1919, Москва — 8 апреля 2010, Харьков) — советский учёный в области радиотехники и радиофизики, доктор технических наук (1960), профессор (1961), Заслуженный деятель науки и техники УССР (1967), лауреат Государственных премий СССР (1979, 1988).

## Биография
Родился 17 ноября 1919 года в Москве. В 1941 году окончил 4 курса электрофизического факультета Московского энергетического института, продолжить обучение в институте помешала война. В июне—сентябре 1941 года принимал участие в возведении оборонительных рубежей в Смоленской области, позже поступил в Ленинградскую военную воздушную академию (ЛВПА), которую окончил в 1944 году. В течение обучения в академии принимал участие в боевых действиях Юго-Западного фронта в качестве помощника штурмана авиационного корпуса по навигации.
В 1947 году окончил адъюнктуру при ЛВПА, в следующем году защитил кандидатскую диссертацию на тему теории импульсной радиосвязи. В 1946 году начал преподавательскую деятельность, сначала на кафедре авиационной радиосвязи ЛВПА, с 1949 года — на кафедре теоретических основ радиотехники и радиолокации Военной инженерной (ранее Артиллерийской) радиотехнической академии ПВО в городе Харьков. В 1950 году стал заместителем начальника, в 1959 году — начальником кафедры ТОРЛ ВИРТА. На этой должности он находился до 1980 года.
В 1960 году защитил докторскую диссертацию на тему «Проблема повышения разрешающей способности импульсных радиолокаторов по дальности без сокращения длительности зондирующих радиоимпульсов», в 1961 году ему было присвоено звание профессора.
В последние годы жизни — ведущий научный сотрудник НВЛ Харьковского университета Воздушных сил. Умер 8 апреля 2010 года, похоронен в Харькове.

## Научная деятельность
Основатель научной школы «Статистическая теория и техника повышения информативности и помехозащищенности радиотехнических приборов и систем». Основными результатами исследований научной школы стали:
- развитие статистической теории разрешения
- развитие теории и внедрение в практику локационного обнаружения и сопровождения новых методов обработки широкополосных (сложных) сигналов
- развитие теории и техники, распространение областей применения быстрого спектрального и спектрально-временного анализа сигналов в широкой полосе частот на основе техники сжатия.
- развитие теории, совершенствование, распространение области применения и внедрения в технику адаптивных устройств помехозащиты
- исследование методов распознавания локационных целей с использованием и без использования сверхширокополосных сигналов

Я. Д. Ширман является автором 400 научных работ, изобретений, монографий, учебников и учебных пособий. Начиная с конца 50-х годов и далее выполнил основополагающие работы по статистической теории пространственно-временного разделения и сверхразделения сигналов. Еще в 1951 г. (АС 1385) предложил перейти в системах селекции движущихся целей от однократного черезпериодного вычитания до многократного, что использовано во многих РЛС.
Независимо от зарубежных исследователей, предложил в 1956 г. (АС № 146803) метод сжатия широкополосных радиоимпульсов и обеспечил в 1959 году его проверку на макете РЛС на дальностях до 200 км, что также использовано во многих РЛС. Спектральный анализ на основе техники сжатия (1961, АС № 347004) привел к созданию принципиально новых станций пассивной локации (радиотехнической разведки). На основе созданной теории разделения были впервые разработаны (АС № 295267, 324956) устройства автоматической компенсации активных помех, накладываемых проверены экспериментально в 1963—1964 годах, что послужило толчком к внедрению в РЭП пространственно-временной адаптации к помехам. Я. Д. Ширман — инициатор работ по сверхдальней локации и распознавания целей по их дальностному портрету. В 1963—1964 годах под его руководством был испытан макет РЛС с дальностью 100—150 км при полосе частот сигнала 75 МГц, что намного превышала известные тогда полосы. Эксперименты и моделирование продолжили работу по комплексных методах распознавания целей и выявления скрытных сигналов.
Из научной школы Ширмана вышло 20 докторов наук, 60 подготовленных лично им кандидатов наук, 5 лауреатов Государственной премии СССР, лауреат премии Правительства Российской Федерации, заслуженные деятели науки, заслуженные изобретатели Российской Федерации и Украины.

### Научные труды
- Радиоэлектронные системы: Основы построения и теория. Справочник. Издание второе, переработанное и дополненное. Авторы: Я. Д. Ширман, С. Т. Багдасарян, А. С. Маляренко, Д. И. Леховицкий, С. П. Лещенко, Ю. И. Лосев, А. И. Николаев, С. А. Горшков, С. В. Москвитин, В. М. Орленко. Под редакцией Я. Д. Ширмана. (М.: Радиотехника, 2007)

## Награды
- Медаль «За оборону Москвы»
- Медаль «За победу над Германией»
- Орден Отечественной войны 2-й степени
- Орден Трудового Красного Знамени (дважды)
- Орден Богдана Хмельницкого I, II и III степеней
- Диплом Немецкого Института навигации (2003)
- Почетный член Академии наук прикладной радиоэлектроники, Fellow IEEE (2004).
- Государственная премия СССР за работы в области радиолокации (1979)
- Государственная премия СССР в области науки за цикл работ по статистической теории радиоэлектронных систем и устройств (1988)
- Заслуженный деятель науки и техники УССР (1967);
- Почётный радист СССР
- Премия IEEE AES за пионерские достижения в области радиолокации (2009)